# Умуткер
Умутке́р (каз. Үміткер) — село в Бухар-Жырауском районе Карагандинской области Казахстана, административный центр Умуткерского сельского округа. 

## География
Населённый пункт расположен в северо-восточной части Бухар-Жырауского района, в 64 километрах (по автодороге) к северо-востоку от районного центра посёлка Ботакара, в 126 километрах к северо-востоку от областного центра города Караганда. Соседние сёла: Ульга в 13 километрах к юго-западу, Тортколь в 12 километрах к северо-востоку, Керней в 16 километрах к югу. Транспортное сообщение осуществляется автомобильными дорогами республиканского значения KАZ20 (Р-27) «Калкаман—Баянаул—Умуткер—Ботакара» и областного значения КМ-12 «Акбел—Умуткер км 0-36,3». Высота центра — 546 метров над уровнем моря. 

## Население
| Численность населения | Численность населения | Численность населения | Численность населения |
| 1989                  | 1999                  | 2009                  | 2021                  |
| --------------------- | --------------------- | --------------------- | --------------------- |
| 1507                  | ↘1401                 | ↘864                  | ↘693                  |